# Urfaust (groupe)
 (mars 2025).
Motif : la seule source un tant soit peu notoire semble être metal1.info (qui a une page dédiée sur le WP allemand). 2 sources sans info : Kühnemund, Köhler. le reste = sources primaires. pas trouvé de SSQ sur Google, que des sites amateurs.
- Archive Wikiwix
- Bing
- Cairn
- DuckDuckGo
- E. Universalis
- Gallica
- Google
- G. Books
- G. News
- G. Scholar
- Persée
- Qwant
- (zh) Baidu
- (ru) Yandex
- (wd) trouver des œuvres sur Wikidata

| 1. | Préciser le motif de la pose du bandeau. | Précisez le motif de la pose du bandeau en utilisant la syntaxe suivante : {{admissibilité à vérifier\|date=mars 2025\|motif=remplacez ce texte par le motif}}                        |
| 2. | Informer les utilisateurs concernés.     | Pensez à avertir le créateur de l'article, par exemple, en insérant le code ci-dessous sur sa page de discussion : {{subst:avertissement admissibilité à vérifier\|Urfaust (groupe)}} |

Urfaust est un groupe néerlandais de black metal atmosphérique.

## Historique
Urfaust (d'après le Urfaust de Goethe) débute comme le projet ambient du chanteur et guitariste IX, qui enregistre une première démo Urvaterlicher Sagen en 2004. Plus tard, VRDRBR (Verderber, « exterminateur » en allemand), qui avait déjà officié à la batterie chez The Devil's Blood, le rejoint. En 2004, Geist ist Teufel, leur premier album, parait sur le label GoatowaRex, suivi de Verräterischer, nichtswürdiger Geist en 2005. Les années suivantes, sortent plusieurs EP et splits. Le groupe est actuellement signé sur le label Ván Records de l'ancien membre de Nagelfar, Sven Dinninghoff. Le dernier album en date, The Constellatory Practice, est sorti en 2018.

## Style musical
Sur album, les sonorités d'Urfaust sont brutes et claires, semblables au black metal, cependant le style de chant utilisé diffère ce que l'on trouve habituellement dans ce registre musical. IX utilise parfois une sorte de chant lyrique, et d'autres fois un chant strident semblable à ce que l'on entend chez Burzum. La guitare est extrêmement saturée, souvent modifiée à l'aide d'effets. En contraste, la batterie reste sèche et claire. Certains morceaux comportent uniquement des instruments classiques tel que le violon, la contrebasse, le tambour et les trompettes. Le groupe reçoit un accueil majoritairement positif de la part des critiques. La musique est décrite comme « difficile à digérer », « désorientante et oppressante ». 
L'EP Einsiedler est assez peu rythmée et plutôt mélodique. On y trouve un côté post-rock ainsi que des interludes de clavier de plusieurs minutes. Les influences du groupe se trouvent dans le black metal, mais aussi dans la musique médiévale, les anciens chants liturgiques et le Shōmyō.

## Discographie

### Albums studio
- 2004 : Urvaterlicher Sagen (démo)
- 2004 : Geist ist Teufel (GoatowaRex, Black Blood Productions)
- 2005 : Verräterischer, nichtswürdiger Geist (GoatowaRex)
- 2010 : Der freiwillige Bettler (Ván Records)
- 2016 : Empty Space Meditation (Ván Records)
- 2018 : The Consteallatory Practice (Vàn Records)
- 2020 : Teufelsgeist (Vàn Records)
- 2023 : Untergang (Vàn Records)

### Autres
- 2004 : I anmarsj gjennom grangrunn und Skogens hatefulle skapning auf Gathered Under the Banner of Strength and Anger: A Homage to Ildjarn (Pestilence Records)
- 2006 : Auerauege Raa Verduistering (split avec Circle of Ouroborus, Ahdistuksen Aihio Productions, Target:Earth Productions)
- 2007 : Urfaust / The Ruins of Beverast (split, Ván Records)
- 2008 : Drei Rituale jenseits des Kosmos (EP, Debemur Morti Productions)
- 2009 : Urfaust / Joyless (split, Ván Records)
- 2009 : Einsiedler (EP, Ván Records, Terratur Possessions)
- 2011 : Celestial Bloodshed / Urfaust (split, Terratur Possessions)
- 2012 : Ritual Music for the True Clochard (compilation, Ván Records)
- 2013 : Die erste Levitation (7”, Ván Records)
- 2013 : Trúbadóirí Ólta à Diabhail (LP, Ván Records)
- 2013 : Urfaust / King Dude (split, Ván Records)
- 2015 : Apparitions (EP, Ván Records)
- 2015 : Het aalschuim der natie (split avec Lugubrum, Ván Records)[5]
- 2016 : Empty Space Meditation (EP, Ván Records)